# Sensibilità (sentimento)

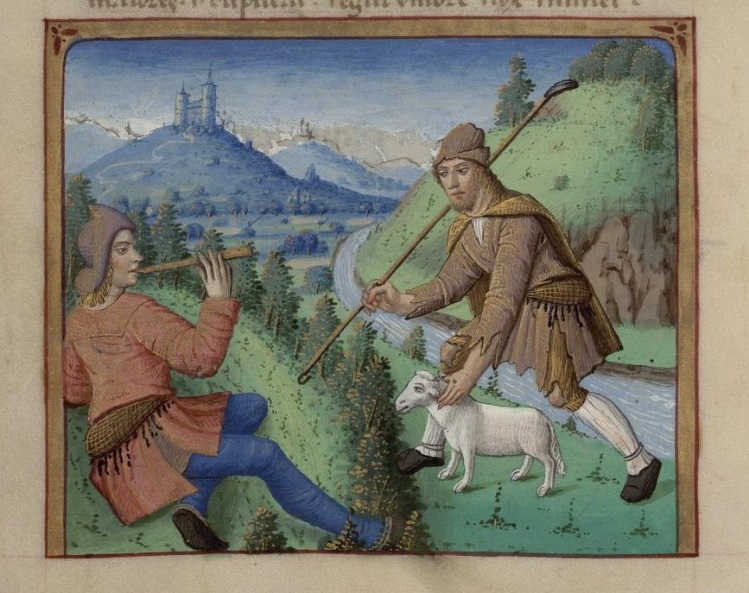
Esempio letterario di sensibilità nel personaggio Titiro delle Bucoliche, che solidarizza col destino di profugo di Melibeo, offrendogli in ospitalità la propria casa (I Egloga).

La sensibilità (dal latino sēnsibilitās), legata alla percezione sensoriale e alla filosofia morale sentimentale, è la capacità di provare sentimenti ed emozioni riguardo a qualcosa attraverso i sensi, dovuta ad una ricettività acuta nei confronti dell'ambiente o di altre persone. È indotta da empatia, simpatia, intuizioni, impressioni e percezioni coscienti, oppure da sensualità erotica o estetica.

## Definizioni
Nicola Abbagnano elenca quattro possibili definizioni di sensibilità:
2. La capacità di ricevere sensazioni e di reagire agli stimoli. Per es., "La S. delle piante".

3. La capacità di giudizio o di valutazione in un campo determinato. Per es., "S.morale", "S.artistica", ecc.

4. la capacità di partecipare alle emozioni altrui o di simpatizzare. In questo senso si dice sensibile chi si commuove con gli altri e insensibile chi resta indifferente alle emozioni altrui.»
(Nicola Abbagnano, Dizionario di filosofia, UTET, 1971, p. 782)

### Storia del significato filosofico del termine
Per quanto il concetto di sensibilità si leghi a quello di senso, se ne distingue per il giudizio di valore implicito nel primo: sebbene la realtà venga percepita genericamente attraverso i sensi, non tutti sono sensibili allo stesso modo, per cui la sensibilità diventa misura della capacità di senso.
Virgilio è considerato un maestro di sensibilità poetica e educativa; nelle sue Egloghe (poesie pastorali) egli descrive un mondo idilliaco ed onirico pervaso da umori sottili e profonde emozioni umane che ne caratterizzano gli abitanti.
Tommaso d'Aquino riteneva, sulle orme di Aristotele, che gli esseri umani non possano conoscere nulla di ciò che prima non abbiano percepito. Egli distingue tra sensibilitas e sensualitas: il primo termine si riferisce al processo di percezione e cognizione, il secondo al piacere o dispiacere fisico.
Nel Rinascimento la sensibilità diventa una caratteristica non solo degli uomini ma anche della natura nel suo complesso, che Giordano Bruno ad esempio riteneva tutta viva e animata, giungendo a una visione pansensista o panpsichista dell'universo, propria del neoplatonismo.
La filosofia del sensismo nell'Inghilterra del XVII secolo si basava sulla capacità di sensazione come elemento fondamentale della conoscenza. Nel periodo successivo, per i materialisti sensuali come Claude Adrien Helvétius o Diderot la sensibilità corporea (sensibilité physique) è la caratteristica centrale dell'essere umano, da cui deriva anche la facoltà di giudizio. Per Diderot, la sensibilità universale della materia consente alle sostanze organiche di emergere dai più piccoli elementi costitutivi della materia. Pierre Louis Moreau de Maupertuis attribuiva sensibilità anche alla natura inanimata.
Dal XVII secolo, il termine sensibilité è stato usato più frequentemente in Francia nei discorsi morali, sensuali e amorosi, fino a diventare un ideale etico ed estetico nella narrativa illuminista inglese e francese del XVIII secolo, in qualità di sentimento della propria esistenza e come risultato di un'intensa introspezione dentro di sé.
Jean-Jacques Rousseau descriveva l'importanza preponderante delle proprie sensazioni ed emozioni nello sviluppo della sua filosofia
Rousseau ribadiva anche nella Nuova Eloisa che "fatale dono del cielo è un'anima sensibile! Colui che l’ha ricevuto non deve aspettarsi che pene e dolori sulla terra". L'epoca letteraria della sensibilità si fermò con la Rivoluzione francese ma continuò nel Romanticismo, rappresentando una reazione al razionalismo. L'accresciuta sensibilità assumeva ora spesso un carattere malinconico, come nel concetto di «dolore cosmico» coniato da Jean Paul, o si manifestava sotto forma di sensibilità, introspezione ed entusiasmo cristiani veicolati dal pietismo.
William Wordsworth pubblicò una sorta di manifesto della poesia romantica come effetto della sensibilità, nelle introduzione alle Lyrical Ballads.

### Sensibilità come capacità di sensazione
Il termine sensibilità è usato anche in fisiologia per definire genericamente la capacità, mediata dal sistema nervoso, di percepire sensazioni e di reagire agli stimoli, provenienti dall'ambiente o dall'interno del corpo.
In particolare, il sistema nervoso centrale può comportare a volte una notevole sensibilità e un'elaborazione cognitiva profonda degli stimoli fisici, sociali ed emotivi, reagendo anche agli stimoli sottili e impiegando strategie adattative di elaborazione cognitiva.

### Sensibilità morale e artistica
In filosofia la parola può assumere due ulteriori significati, quello di sensibilità estetica, e di sensibilità morale. Nel primo caso essa consiste nella facoltà di intuire la bellezza nell'arte, nella musica e nella poesia, nel secondo si tratta di riconoscere negli altri la presenza di doti come la moralità, l'amore e la solidarietà.
Dalla fine del XIX secolo, sempre più psicologi e scrittori si sono occupati del fenomeno di un'accresciuta sensibilità in tal senso, derivante strettamente dall'ascesa del culto del genio, ma anche dalla diffusa celebrazione del senso di decadenza. Nel romanzo di Joris-Karl Huysmans Controcorrente, l'eroe coltiva la sua sensibilità patologica in parte con l'aiuto di droghe.

### Sensibilità empatica
Sensibilità può essere intesa infine come una forma di simpatia, quando ci si senta attratti da sentimenti ed emozioni di un'altra persona, oppure come sensitività empatica, ossia la condivisione di stati d'animo, comportamenti ed emozioni altrui. Sensibilità e sensitività in tal senso possono essere usati come sinonimi, sebbene la sensitività possa acquisire anche significati paranormali come capacità intuitiva di percepire la realtà extrasensibile.
La sensibilità emotiva è riconosciuta come una forma di intelligenza.